# غار خربل
اشکفت خربل مربوط به دوران پیش از تاریخ ایران باستان - دوران‌های تاریخی پس از اسلام است و در شهرستان گچساران، بخش مرکزی، دهستان امامزادجعفر، روستای خربل واقع شده و این اثر در تاریخ ۶ اسفند ۱۳۸۵ با شمارهٔ ثبت ۱۷۵۳۹ به‌عنوان یکی از آثار ملی ایران به ثبت رسیده است.